# Микроцефалија
Микроцефалија (лат. „ситноглавост“) је неуролошка болест која узрокује прерано срастање лобање. Због тога се мозак недовољно развије, што често резултује у менталну ограниченост.
Поремећај настаје као резултат хромозомских поремећаја, генских мутација, конгениталних инфекција и излагања фетуса тератогеним средствима (алкохол, зрачење, хипоксија...).
Микроцефалија се не може третирати ни још док није рођено дете, као ни после порођаја. Лечи се примарно обољење које је довело до микроцефалије, а остало је симптоматска терапија и зависи од клиничке слике.